# Joachim Fest
Joachim Clemens Fest (ur. 8 grudnia 1926 w Berlinie, zm. 11 września 2006 w Kronberg im Taunus) – niemiecki publicysta, historyk i pisarz, współwydawca gazety „Frankfurter Allgemeine Zeitung” w latach 1973–1993.

## Życiorys
Urodził się 8 grudnia 1926 w Berlinie w rodzinie konserwatywnego i antynazistowskiego nauczyciela Johannesa Festa, zwolnionego z pracy po dojściu do władzy Adolfa Hitlera w 1933. W 1936 jego rodzina odmówiła zapisania go do Hitlerjugend, w związku z czym Joachim został wydalony ze szkoły. Następnie uczył się w katolickiej szkole we Fryburgu Bryzgowijskim.
W grudniu 1944, kiedy osiągnął 18 lat, wstąpił do Wehrmachtu, głównie po to, aby uniknąć wcielenia do Waffen-SS. Służył w młodzieżowych oddziałach pomocniczych artylerii przeciwlotniczej, tzw. Luftwaffenhelfer. Pod koniec wojny dostał się do niewoli amerykańskiej. Po wypuszczeniu na wolność studiował prawo, historię, socjologię, literaturę niemiecką i historię sztuki na uniwersytetach we Fryburgu, Frankfurcie nad Menem i Berlinie.
Początkowo pracował w berlińskim radiu RIAS, które nadawało audycje po angielsku dla amerykańskiego sektora okupacyjnego. Prowadził audycje dotyczące głównie historii najnowszej. Prezentował najważniejsze niemieckie postaci historyczne, w tym też wysokich funkcjonariuszy III Rzeszy, jak Heinrich Himmler, czy Joseph Goebbels. W 1961 r. został redaktorem w telewizji Norddeutscher Rundfunk, gdzie odpowiadał za magazyn polityczny „Panorama”.

## Pisarstwo i publicystyka
Po rezygnacji, kiedy wpływy w telewizji chciała przejąć lewica, zajął się karierą literacką. Debiutem była książka pt. Das Gesicht des Dritten Reiches: Profile einer totalitären Herrschaft. Najważniejszą książką była biografia A. Hitlera, pierwsza autorstwa pisarza niemieckiego. Jego twórczość skupiała się na okresie hitleryzmu, zyskując dużą popularność. Z drugiej strony wywołała silne kontrowersje, gdyż Fest jako konserwatysta, silnie uwypuklał lewicową stronę działalności przywódcy III Rzeszy i w ogóle narodowego socjalizmu. Napisał też biografię Alberta Speera.
Jedna z jego książek nosząca tytuł Staatsstreich: Der lange Weg zum 20. Juli, dotyczyła niemieckiej opozycji wobec hitlerowców. Dużą rolę w jego twórczości zajmował problem tzw. „generacji Hitlerjugend”. Otrzymał kilka nagród literackich. Po sukcesie komercyjnym biografii Hitlera otrzymał pracę współwydawcy konserwatywnej gazety „Frankfurter Allgemeine Zeitung”, jednej z najbardziej wpływowych w Niemczech. W latach 1973–1993 redagował kulturalną sekcję gazety. Silnie krytykował wpływy lewicowe dominujące w niemieckim życiu kulturalnym. Po publikacji w 1986 r. przez Festa artykułu Ernsta Noltego Vergangenheit, die nicht vergehen will, w którym ten twierdził, że hitleryzm był obronną reakcją na komunizm, a antysemityzm spowodowany był zaangażowaniem w komunizm wielu Żydów, rozgorzał między historykami spór, tzw. „Historikerstreit”, toczący się w latach 1986–1987, kiedy po stronie przeciwnej wystąpili m.in. Jürgen Habermas i Marcel Reich-Ranicki.
Zaangażował się także w dyskusję historyczną, starając się ograniczyć wpływ marksizmu na niemiecką historiografię w tym czasie. M.in. dramat Rainera Wernera Fassbindera Der Müll, die Stadt und der Tod, sfilmowany pt Schatten der Engel (Cienie aniołów) przez Daniela Schmida, skrytykował jako wyraz „faszyzmu lewicy”.
Krótko przed śmiercią podjął publiczną dysputę z lewicowym pisarzem Günterem Grassem w sprawie służby tego ostatniego w Waffen-SS w ostatnich miesiącach II wojny światowej. Joachim Fest krytykował Grassa, będącego jednocześnie silnym krytykiem narodowego socjalizmu, za utrzymywanie tego faktu przez długi czas w tajemnicy,.
W 2004 na podstawie jego książki pt. Der Untergang: Hitler und das Ende des Dritten Reiches; eine historische Skizze powstał głośny w Niemczech i innych krajach film pt. Upadek.

## Życie prywatne
Jego synami są: wydawca Alexander Fest (ur. 1960) oraz dziennikarz i polityk Nicolaus Fest (ur. 1962).